# جولييت ستيفنسون
جولييت ستيفنسون (بالإنجليزية: Juliet Stevenson)‏ (و. 1956 – م) هي ممثلة من المملكة المتحدة .

## التعليم
تعلمت في الأكاديمية الملكية للفنون المسرحية، في تخصص تمثيل

## جوائز
حصلت على جوائز منها:
- جائزة لورنس أوليفيه
- قائد وسام الامبراطورية البريطانية.

## روابط خارجية
- جولييت ستيفنسون على موقع IMDb (الإنجليزية)
- جولييت ستيفنسون على موقع قاعدة بيانات الأفلام العربية
- جولييت ستيفنسون على موقع ألو سيني (الفرنسية)
- جولييت ستيفنسون على موقع ميوزك برينز (الإنجليزية)
- جولييت ستيفنسون على موقع أول موفي (الإنجليزية)
- جولييت ستيفنسون على موقع قاعدة بيانات الأفلام السويدية (السويدية)
- جولييت ستيفنسون على موقع إن إن دي بي (الإنجليزية)
- جولييت ستيفنسون على موقع أول ميوزيك (الإنجليزية)
- جولييت ستيفنسون على موقع ديسكوغز (الإنجليزية)
- جولييت ستيفنسون على موقع قاعدة بيانات الفيلم (الإنجليزية)